# Rendez-vous (album de David Vendetta)
Pour les articles homonymes, voir Rendez-vous.
 (mai 2010).
Si vous disposez d'ouvrages ou d'articles de référence ou si vous connaissez des sites web de qualité traitant du thème abordé ici, merci de compléter l'article en donnant les références utiles à sa vérifiabilité et en les liant à la section « Notes et références ».
Rendez-vous est un album de David Vendetta. 
Sorti le 4 juin 2007, cet opus est composé de 14 pistes musicales dont les morceaux qui ont rendu David Vendetta célèbre tel que Love to Love You Baby, Unidos Para La Musica où il dégage son côté méditerranéen en ajoutant la voix de son chanteur, Akram Sedkaoui (également présent sur les morceaux Take Me Higher et I Call You Back) ainsi que Break 4 Love avec la participation du chanteur de Raze, Keith Thompson. David a aussi fait appel à Rachael Starr sur le morceau « Bleeding Heart » (morceau préféré de David sur son album) ou encore David Goncalves (le chanteur de Chocolate Puma) sur « Freaky Girl ». David a aussi fait appel à la célèbre chanteuse Barbara Tucker du groupe Cerrone sur le morceau « Anticipation ». Ce sera sur le morceau « Be The Best » que David fera appel à Audrey Valorzi. Dans cet album sont aussi présents deux bonus comprenant un remix exclusif de « Love to Love You Baby » en version « Lounge » (salon) et une version flamenco de « Unidos Para La Musica ».

## Performance dans les hit-parades
L'album atteint la 16e place des ventes album en France

## Titres de l'album
| 1.    | Unidos Para La Música (Cosa Nostra Mix) | Akram Sedkaoui  |  |
| 2.    | Break 4 Love                            | Keith Thompson  |  |
| 3.    | Love to Love You Baby                   |                 |  |
| 4.    | Be the Best                             | Audrey Valorzi  |  |
| 5.    | Bleeding Heart                          | Rachael Starr   |  |
| 6.    | Take Me Higher                          | Akram Sedkaoui  |  |
| 7.    | Rendez-vous                             |                 |  |
| 8.    | Freaky Girl                             | David Goncalves |  |
| 9.    | Feelings                                |                 |  |
| 10.   | Anticipation                            | Barbara Tucker  |  |
| 11.   | Fere                                    |                 |  |
| 12.   | I Call You Back                         | Akram Sedkaoui  |  |
| 13.   | Love to Love You Baby (Lounge Mix)      |                 |  |
| 14.   | Unidos Para La Música (Flamenco Mix)    | Akram Sedkaoui  |  |
| 73:19 |                                         |                 |  |